# Писемский, Алексей Александрович
Алексей Александрович Писемский (1 октября 1859, Буй, Костромская губерния — 10 марта 1913 или 11 марта 1913, Санкт-Петербург) — русский художник-пейзажист, классный художник Императорской Академии художеств 1-й степени.

## Биография
Сын помещика, родной племянник писателя А. Ф. Писемского. Воспитывался в Костромском реальном училище, но, не окончив в нём курса, приехал в Санкт-Петербург и поступил вольноприходящим учеником в Императорскую Академии художеств (1878). С 1879 года переходит в академисты. В Академии учился у Ю. Ю. Клевера и М. К. Клодта. В период обучения получает за учебные программы пять медалей Академии художеств: три малых и две большие серебряные медали (1880—1885). Дважды конкурировал на малую золотую медаль но безуспешно. В 1887 году после вторичного конкурса выпускается из Академии художеств в звании классного художника 3-й степени, на которое имел право ещё в 1885 году на основании полученных им медалей. Получил звание классного художника 2-й степени (1888) за представленные на академическую выставку картины.

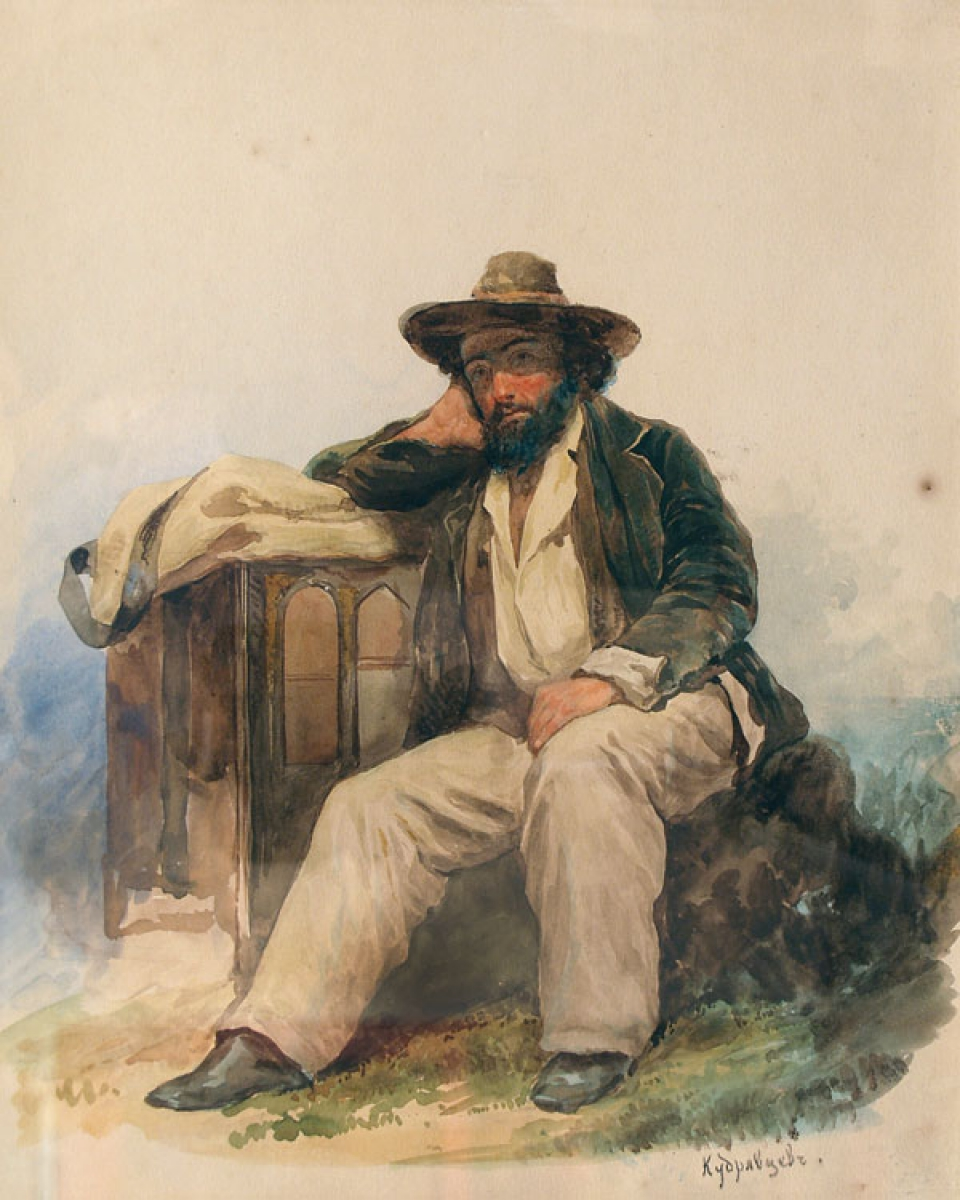
А. А. Писемский Алексей Александрович (1860-е)
на портрете М. А. Кудрявцева

Особенно удачно писал акварелью и рисовал пером, являлся постоянным участником в выставках обществ русских акварелистов со времени его возникновения. Занимался книжной иллюстрацией. Участвовал в выставках с 1883 года (ИАХ, Общества выставок художественных произведений). Экспонент академических передвижных выставок в Одессе (1886), Харькове (1887), Риге и Киеве (1888), Казани (1889); международной выставки в Берлине (1887). Постоянный участник выставок Общества русских акварелистов с момента его возникновения (1887).
С 1890 преподавал в Рисовальной школе Общества поощрения художеств (с 1890).
Создатель многочисленных пейзажей, некрупных по формату, безлюдных или однофигурных, посвящённых красоте неброских уголков русской природы с высокими редкими деревьями, глубоким снегом или травой с полевыми цветами. Писал небольшие водоёмы, уходящие вдаль лесные или деревенские дороги и тропинки, ветхие домики и старые колодцы. Технологические приемы — использование пигментов конца XIX -начала XX веков, сочетание подвижного, достаточно широкого, местами почти штрихового, а местами гладкого мазков, а также композиция и колорит, идентичные известным работам русских пейзажистов того времени.
В конце 1890-х годов в творчестве Писемского появилась новая тема — марины. По свидетельству современника, опубликованному в «Историческом Вестнике» за 1913 год, А. А. Писемский «за последнее время начал писать море, и хотя этот вид пейзажа не был его специальностью, но его изумрудно-зеленая „волна“ может составить украшение любой коллекции».
Число пейзажей, написанных художником, велико. Произведения Писемского охотно приобретались коллекционерами, среди которых были и представители императорской семьи. Работы неоднократно продавались на аукционах Сотбис и Кристис. Произведения художника хранятся частных и музейных собраниях, Государственной Третьяковской Галерее.
Писемский жил, работал и умер в Санкт-Петербурге.

## Галерея

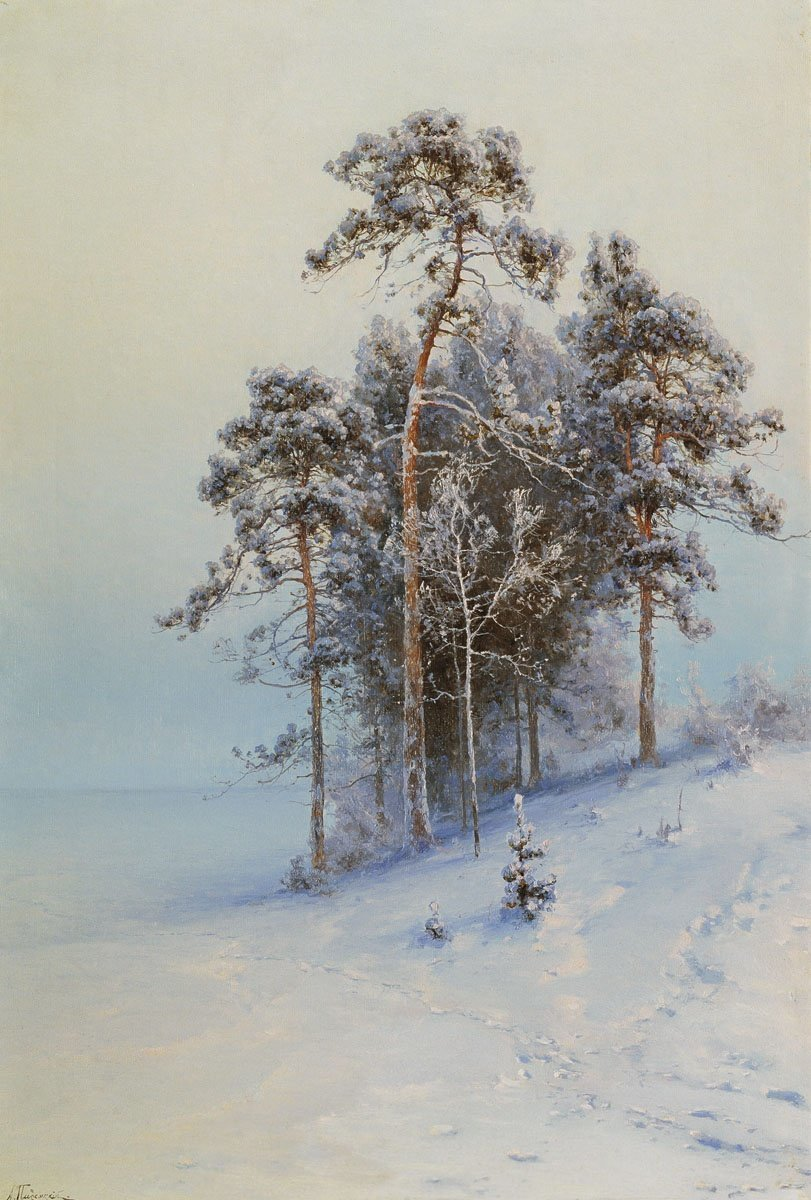
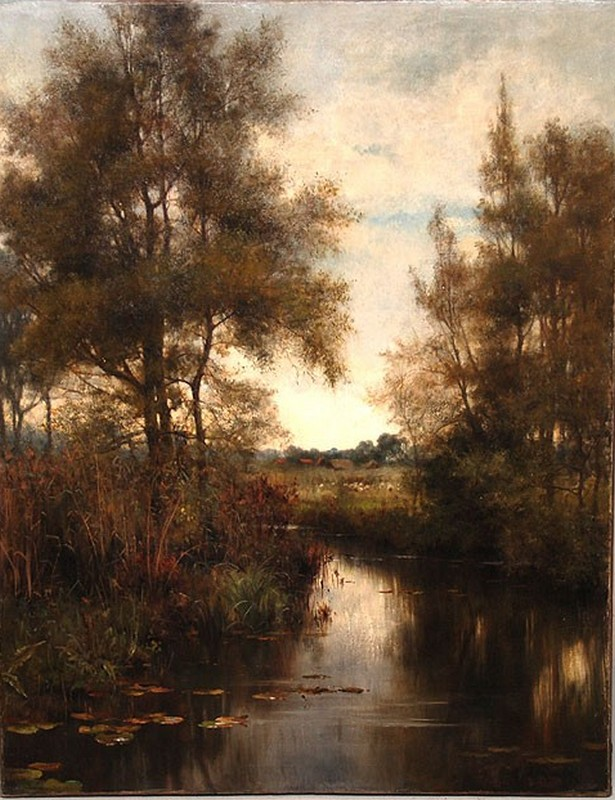
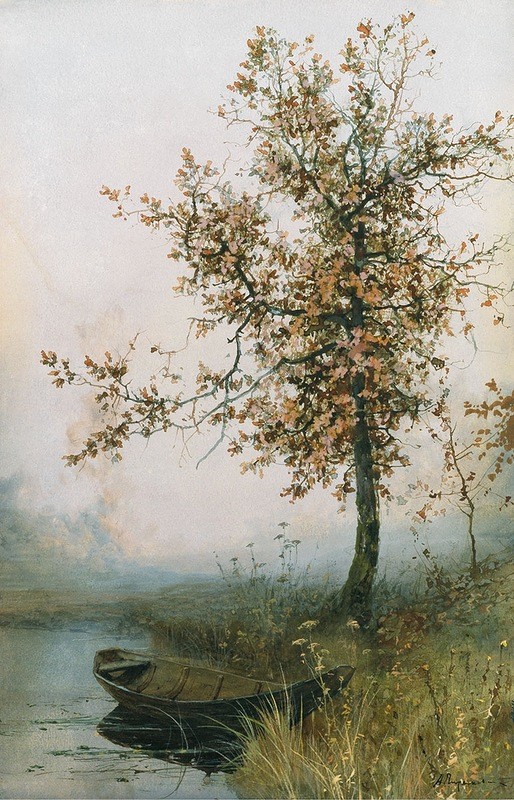
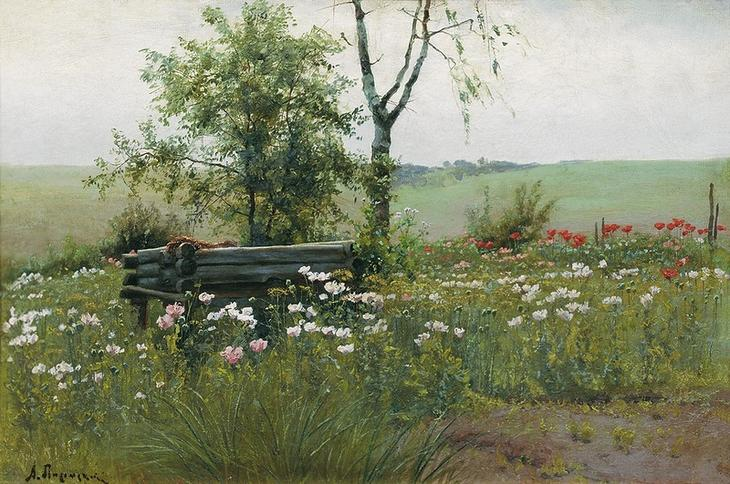
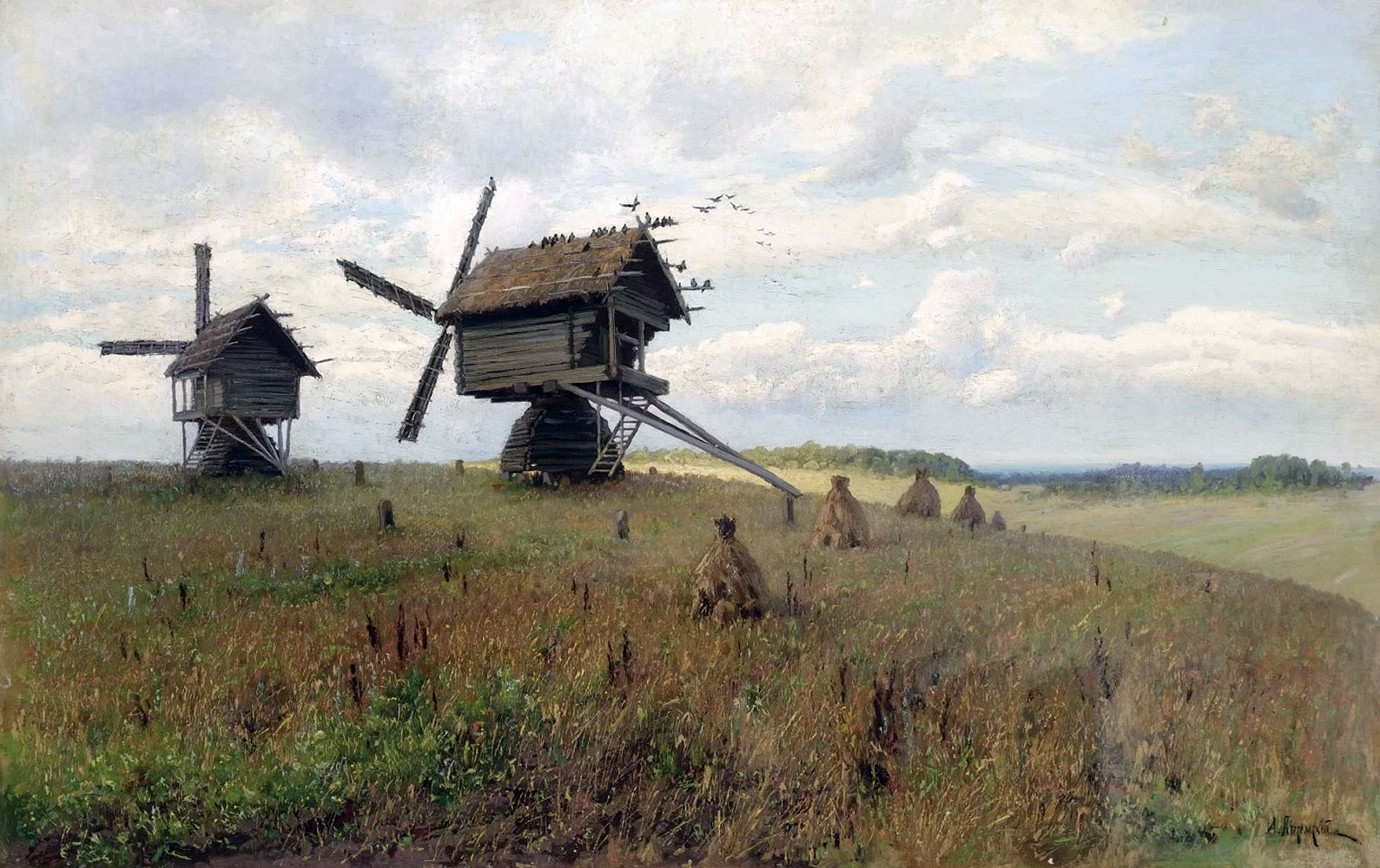
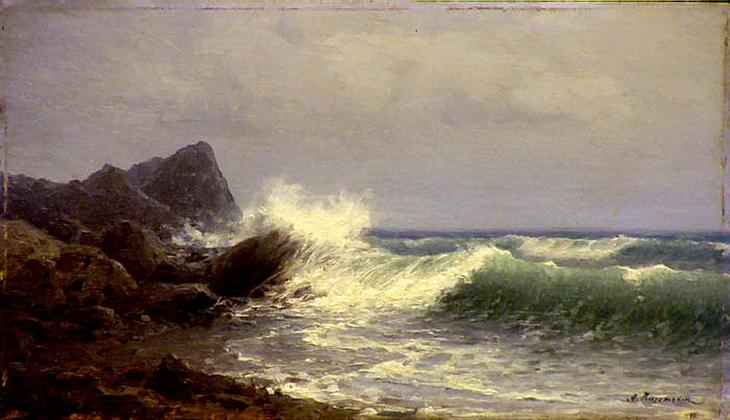